# 巨椋池

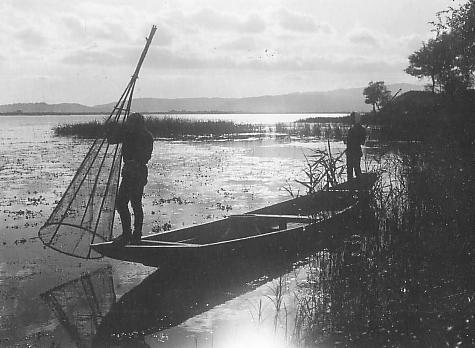
昔日的巨椋池

巨椋池（日语：／ Ogura Ike ?）是日本京都府南部一個已消失的湖泊，位于現在京都市伏見區、宇治市、久御山町一帶。由於四周的農業用水、家庭用水排入湖中並堵塞，使得水質嚴重惡化，夏日蚊蟲聚集此，帶來瘧疾等災害，因此在1933年（昭和8年）到1941年（昭和16年）期間，日本政府對該湖進行了围垦，從此消失，變為農地。围垦前的巨椋池周長約16km、水域面積約800公頃，雖稱為「池」，但已是當時京都府面積最大的淡水湖。巨椋池消失後，成為當地重要的農地，主要生產稻米及蔬菜。